# Kryonerida
Kryonerida (in greco Κρυονερίδα?) è un ex comune della Grecia nella periferia di Creta (unità periferica di La Canea) con 2 330 abitanti secondo i dati del censimento 2001.
È stato soppresso a seguito della riforma amministrativa, detta Programma Callicrate, in vigore dal gennaio 2011 ed è ora compreso nel comune di Apokoronas.

## Località
Il comune è suddiviso nelle seguenti comunità (i nomi dei villaggi tra parentesi):
- Vryses (Vryses, Metochi, Filippos)
- Alikampos
- Vafes (Vafes, Arevitis, Achatzikia)
- Emprosneros (Emprosneros, Vatoudiaris)
- Nipos
- Maza (Maza, Fones, Champatha)